# Ингерсолл, Джаред
Джаред Ингерсолл (англ. Jared Ingersoll; 24 октября 1749 — 31 октября 1822) — американский политический деятель. Отец Чарльза Джареда Ингерсолла.
Получил юридическое образование, с 1773 года был адвокатом в Филадельфии.
В 1780 году был избран членом Второго Континентального конгресса. В 1787 году подписал проект Конституции США от штата Пенсильвания. В 1790 году был назначен первым генеральным прокурором штата (до 1799 года и затем снова в 1811—1817 годах).